# Vácrátót
Vácrátót là một thị trấn thuộc hạt Pest, Hungary. Thị trấn này có diện tích 18,05 km², dân số năm 2010 là 1851 người, mật độ 103 người/km².